# Louisa Garrett Anderson
Louisa Garrett Anderson (28 juillet 1873 – 15 novembre 1943) est une pionnière de la médecine, suffragette britannique et membre de l'Union sociale et politique des femmes. Elle est diplômée en 1900 de la London School of Medicine for Women.
Elle est la chirurgienne en chef du Women's Hospital Corps et membre de la Société royale de médecine.

## Biographie
Fille de James Skelton et Elizabeth Garrett Anderson, Louisa Garrett Anderson est née en 1873. Elle a un frère, Alan, et une sœur, Margaret, décédée d'une méningite en 1875.
Entre mai 1888 et avril 1891, elle étudie à l'école St Leonard puis à l'université pour femme Bedford. En 1892, elle rentre à l'école de médecine pour femmes de Londres et obtient son MB en 1897, son BS en 1898, et son diplôme de médecine en 1900. En 1902, elle effectue son année de clinicat à Johns Hopkins, à Baltimore.
En parallèle de sa carrière de médecin, elle devient politiquement active et rentre à the London Society for Women's Suffrage, the London Graduates' Union for Women's Suffrage, the Women's Social & Political Union (WSPU), the United Suffragists (en tant que vice-présidente) et the National Political League.
En 1912, elle co-fonde, avec Flora Murray, l’Hôpital des femmes pour enfants de Londres qui ouvre au 688, Harrow Road à Londres. L’hôpital offre des soins aux enfants de la classe ouvrière du quartier et donne aux femmes médecins la seule opportunité de gagner de l'expérience dans une clinique pédiatrique à Londres. Durant la même année, elle brise une fenêtre à Rutland Gate lors d'une manifestation où s'exprime un ministre anti-suffragiste, et est envoyée à la prison Holloway pour 6 semaines secondairement réduit à un mois après intervention du Home Office.

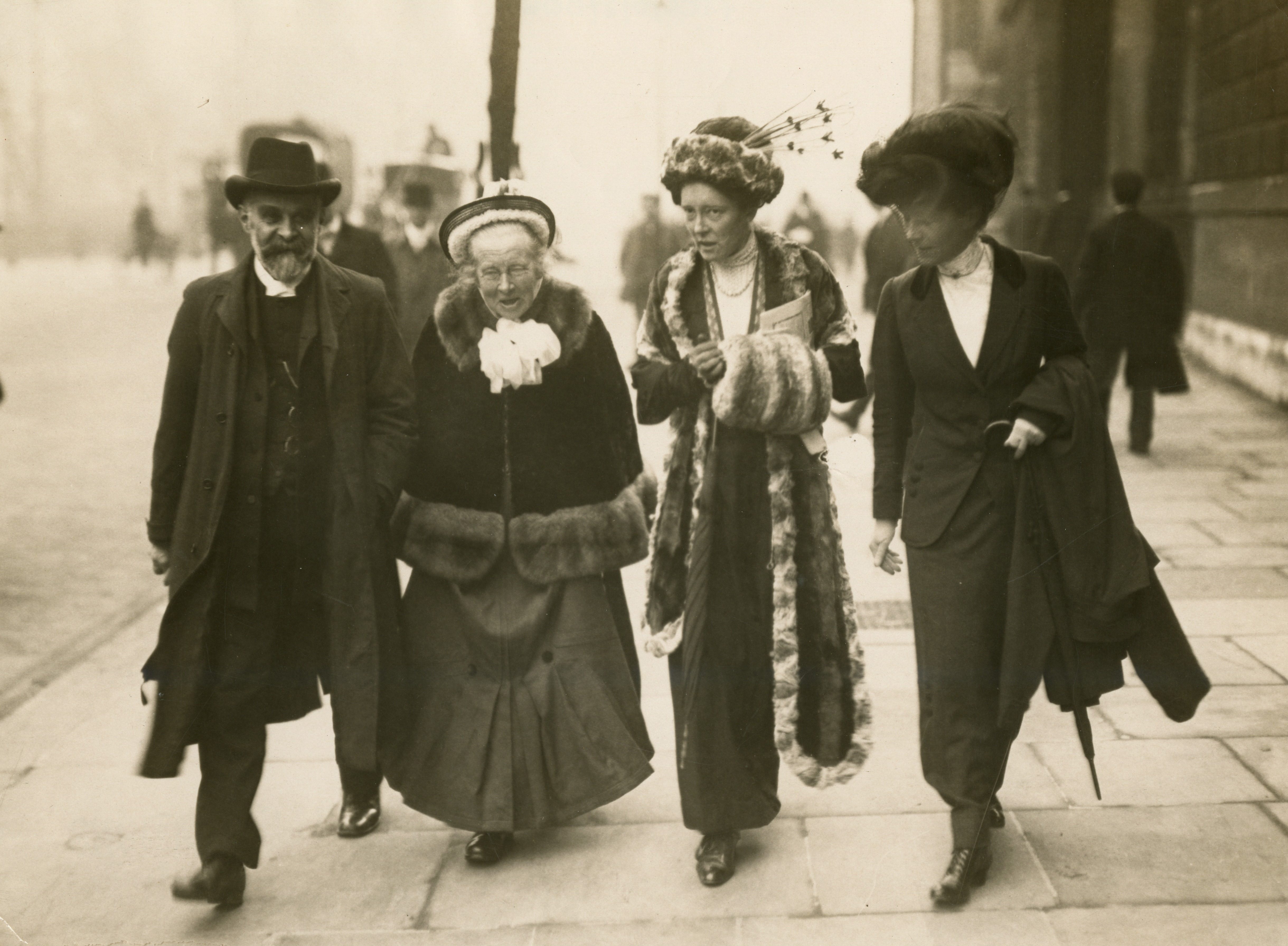
Elizabeth et Louisa Garrett Anderson, Alfred Caldecott et autres, en 1910.

En 1914, Murray sert en France, créant le Women Hospital Corps (WHC, « Corps féminin hospitalier »). Au côté de son amie et collègue Flora Murray .Louisa Garrett, elle établit des hôpitaux militaires, constitués entièrement de personnel féminin, pour l'Armée Française à Paris et Wimereux. Leur collaboration avait été rejetée par les autorités britanniques, mais le travail du WHC en France ayant eu des échos très favorables, lorsque les blessés sont évacués en Angleterre pour y être soignés, le War Office (Office de la guerre britannique) leur propose de diriger un hôpital militaire, l'Endell Street Military Hospital à Holborn. Les médecins sont tous des femmes.